# Основский, Нил Андреевич
Нил Андреевич Основский (1816—1871) — русский писатель-беллетрист и книгоиздатель.

## Биография
Родился в Москве 7 (19) февраля 1816 года. Был внебрачным сыном дворянки П. П. Протасьевой. Получил домашнее образование. После чего поступил на 2-е (физико-математическое) отделение философского факультета Московского университета. Вскоре был отчислен из университета за непосещение лекций.
Рассказы начал писать c 1850 года; дебютировал в 1852 году, выпустив книгу «Замечания московского охотника на ружейную охоту с легавою собакой» (2-е изд., доп. лечебником для собак. — М.: тип. Ведомос. моск. гор. полиции, 1856. — VIII, 226, II с.). Печатался в журналах «Современник», «Московские ведомости», «Московский вестник», «Русский Вестник». Его произведения были достаточно популярны. Наибольший успех имела повесть «Порода Хищников».
В своих произведениях в основном описывал сцены охоты, впечатления от встреч во время охотничьих путешествий, наблюдения над природой и поведением животных. Помимо этого вставлял в текст автобиографические эпизоды, анекдоты и поверья. Так, например в очерках «Неистовый Орланд» и «Сад в селе Шаблыкине» описал жизнь имения Н. В. Киреевского — охотничьей столицы того времени.
С 1860 года стал заниматься книгоиздательством. Помимо всего, он выпустил двухтомник Ф. М. Достоевского. Кроме этого стал обладателем прав на издание четырёхтомника И. С. Тургенева.
Скоропостижно скончался в Москве 2 (14) июня 1871 года.